# Oxygaster pointoni
Oxygaster pointoni es una especie de peces de la familia de los
Cyprinidae en el orden de los Cypriniformes.

## Morfología
- Los machos pueden llegar alcanzar los 15,5 cm de longitud total.[2][3]

## Alimentación
Come quironómidos y pequeños moluscos.

## Hábitat
Es un pez de agua dulce y de clima tropical.

## Distribución geográfica
Se encuentran en Asia:  cuencas de los ríos  Mekong y Chao Phraya.